# Marc Sautet
Pour les articles homonymes, voir Sautet.
Marc Sautet (Champigny-sur-Marne, 25 février 1947 - Paris 15e, 2 mars 1998), ayant fait ses études à Évreux, est un philosophe, enseignant (à l'Université et à Sciences Po Paris), écrivain et traducteur français.
Il est le fondateur des cafés-philo en France.

## Biographie
Marc Sautet a publié un essai, Nietzsche et la Commune, aux éditions le Sycomore, en 1981. Dans cet essai, l'auteur a voulu démontrer que le philologue et philosophe allemand était un observateur de son temps, qu'il suivait avec passion les évènements internationaux et particulièrement européens, et qu'il considérait bien son œuvre dans une logique médicale, afin de soigner et de guérir la civilisation européenne de la « décadence ».
En 1992, Marc Sautet a inauguré le premier « café philosophique » à Paris, au Café des Phares, place de la Bastille, alors qu'il ouvrait son Cabinet de Philosophie, rue Sévigné. Trois ans plus tard, il relatait ces expériences dans Un café pour Socrate.
Marc Sautet meurt à Paris, en mars 1998, d'une tumeur au cerveau.

## Ouvrages
- Par-delà le bien et le mal, 2000. Traduction et annotations.
- À quoi sert la philosophie, 1998.
- Les Femmes ? De leur émancipation, 1998.
- Les Philosophes à la question, 1996
- Un Café pour Socrate : comment la philosophie peut nous aider à comprendre le monde d'aujourd'hui, Paris : Robert Laffont, 1995.
- Nietzsche pour débutants, 1986.
- Nietzsche et la Commune, 1981.